# ۱-دکین
۱-دکین (به انگلیسی: 1-Decyne) یک ترکیب شیمیایی است. شکل ظاهری این ترکیب، مایع بی‌رنگ است.